# Museu Histórico Washington de Oliveira
O Museu Histórico Washington de Oliveira ou Museu Histórico de Ubatuba é um museu localizado em Ubatuba, com a missão de preservar a história desse município de São Paulo. Foi fundado em 2001, na construção chamada "Cadeia Velha", projetada por Euclides da Cunha e reconhecida como patrimônio cultural da cidade. Entre 1902 e 1976, o prédio serviu como a primeira prisão de Ubatuba.

## Ligação externa
- Página oficial